# はる卯
はる卯（はるぼう）は、2005年にデビューした日本の歌手。群馬県出身。

## 来歴
2008年、自身のBlogにてHARU-Aに改名した事を発表。
2008年10月にリアランドとの契約を解除。現在はフリー。

## トピックス
- 童謡とフォークソングをミックスさせた独自の音楽世界を展開
- デビューシングル「だっこ!ママ」が「おはなし絵本クラブ」の主題歌に採用された

## ディスコグラフィー
- 「人間さ」2006年 4月24日
- 「メリメリクリスマス」2005年12月 8日
- 「だっこ!ママ」2005年 4月 2日